# Antonis Papadopoulosstadion
Het Antonis Papadopoulosstadion (Grieks: Γήπεδο 'Αντώνης Παπαδόπουλος') is een multifunctioneel stadion in Larnaca, een stad aan de zuidoostkust van Cyprus. Het stadion wordt vooral gebruikt voor voetbalwedstrijden, de voetbalclub Anorthosis Famagusta maakt gebruik van dit stadion. Ook het nationale elftal speelt hier weleens een internationale wedstrijd. Het werd gebouwd tussen 1983 en 1986. In het stadion is plek voor 9.139 toeschouwers.